# Noordelijke Njuorameer
Het Noordelijke Njuorameer, Zweeds: Pajep Njuorajaure, Samisch: Bajip Njuorajávri, een meer in Zweden. het meer ligt in de gemeente Kiruna ten noordwesten van het Zuidelijke Njuorameer tegen de grens met Noorwegen aan. Het is het begin van de Njuorarivier.
afwatering: Noordelijke Njuorameer → Njuorarivier → Torneträsk → Torne → Botnische Golf